# 山村工作隊

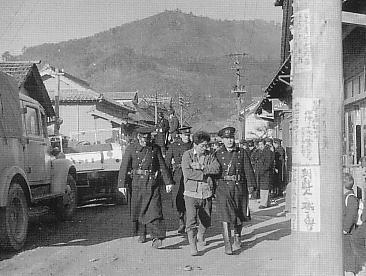
警察に検挙される共産党員

山村工作隊（さんそんこうさくたい）とは、1950年代前半、ソ連共産党のスターリンと中国共産党の劉少奇の指導のもとサンフランシスコ平和条約発効に前後して組織された、日本国内の武装闘争を志向した日本共産党の非合法極左テロ組織である。農村を拠点とする毛沢東率いる中国共産党が中華人民共和国の建国に成功したのに倣ったものだが、日本の農村で暴力革命への支持は広がらず、逆に日本共産党候補者全員落選などの反発を招いた。

## 歴史

### 非公然組織の結成
1949年11月、中華人民共和国の劉少奇は、中国共産党流の武装闘争方式を日本を含むアジアに広げる見解を打ち出した。これはソ連のスターリンとの相談に基づくものだった。
1950年6月4日、第2回参議院議員通常選挙で日本共産党から3人が当選すると、6月6日、マッカーサーは中央委員24人の公職追放を指令し、その政治活動を禁止した。日本共産党書記長徳田球一らはこの弾圧を自らの党支配を実現する絶好の機会とし、政治局会議や中央委員会を開催せず、党規約にない手続きで「臨時中央指導部」を指名した。徳田らは、意見の異なる宮本顕治ら7人の中央委員を排除して非公然の体制に入った。
レッドパージ後、中華人民共和国に亡命した徳田球一らは北京機関を設置し、1951年2月23日の第4回全国協議会（四全協）において反米武装闘争の方針を決定し、中国共産党の抗日戦術を模倣して、山村地区の農民を中心として全国の農村地帯に「解放区」を組織することを指示した。
同年10月16日の第5回全国協議会（五全協）では「日本の解放と民主的変革を、平和な手段によって達成しうると考えるのは間違いである」として「農村部でのゲリラ戦」を規定した『日本共産党の当面の要求――新しい綱領』（51年綱領）が採択され、「われわれは、武装の準備と行動を開始しなければならない」とする軍事方針が打ち出された。
これを受けて「山村工作隊」や「中核自衛隊」などの非公然組織が作られた。1952年6月に発生した枚方事件の際には、山村工作隊メンバーも指示を受けて参加している。
そして1952年には破壊活動防止法（破防法）が制定され、7月21日に施行された。直接的な火炎瓶闘争は1952年夏頃から下火になったが、軍事方針は続き、農村部での活動が継続された。
山村工作隊への参加は、所感派路線をとる共産党指導部の指名によるものであった。また、メンバーの中には武装闘争方針を絵空事と考え、支持できないままに活動する者もいた。
山村工作隊の闘争方針は地域の実情と遊離したもので、住民からの支持は得られなかった。例外は派遣された医師班による巡回診療で、多くの無医村であった活動地域で好感を持って受け止められた。封建地主を攻撃する紙芝居などの芸術文化活動は住民に受け入れられなかった。
この闘争方針は世論からも批判を浴び、1952年10月の総選挙では共産党候補者の全員が落選した。

### 自己批判と総括
日本共産党は1955年1月1日に武装闘争が「極左冒険主義」だったとして自己批判を行い、同年7月29日の第6回全国協議会（六全協）で武装闘争路線を否定した。
党の方針に従い、学業を捨て山村工作隊に参加した大学生もおり、参加者は六全協の方針転換に深い絶望を味わった。また参加者の回想は一部の新左翼機関誌に掲載されている。柴田翔の小説『されどわれらが日々――』（文藝春秋新社、1964年）の背景にも山村工作隊と六全協がある。
党は六全協の後、誤りをおかした党員であっても、分裂と武装闘争路線の誤りを認め、新しい方針を支持して真面目に努力する意思のある者は排除しない方針をとった。一方で、こうした日本共産党の平和革命路線への転換を受け入れなかった人々が日本の新左翼の起源のひとつとなった。
山村工作隊の活動は全く成果を上げることなく、日本の警察の取り締まりにより消滅した。摘発を逃れたメンバーの一部は、そのまま山中に籠もって自活の道を目指したが、日本共産党からの兵站補給も無く、放置されたまま自然消滅した。
労働省の「資料　労働運動史　昭和26年」によれば、1951年8月10日にコミンフォルムがその機関紙で四全協における「分派主義者に関する決議」を掲載して積極的支持を表明し、更にこれが同年8月14日にモスクワ放送で全文放送されるに至り、「国際派の諸組織は、たちまち、あいついで解散、復党」し、党の統一が回復され、その後、1951年8月21日に第20回中央委員会で51年綱領草案、草案発表にあたってのアピール、付随する五個の決議が採択されている。51年綱領は同年10月の五全協で審議を終結し、満場一致で採択されている。これは、51年綱領が分派が存在しない統一状態で日本共産党により採択された事を意味し、「分派によるもので党として正式に採択した方針ではない」という党の上記見解は史実に反するものと解される。